# Puchar Świata w kolarstwie przełajowym 1994/1995
Puchar Świata w kolarstwie przełajowym w sezonie 1994/1995 to 2. edycja tej imprezy. Organizowany przez UCI, obejmował tylko zawody dla mężczyzn. Pierwszy wyścig odbył się 16 października 1994 roku w szwajcarskim Wangen, a ostatni 15 stycznia 1995 roku we francuskim Sablé-sur-Sarthe.
Trofeum sprzed roku bronił Belg Paul Herijgers. W tym sezonie triumfował Włoch Daniele Pontoni.

## Wyniki
| Lp | Miejscowość      | Data                 | 1. miejsce        | 2. miejsce          | 3. miejsce       |
| -- | ---------------- | -------------------- | ----------------- | ------------------- | ---------------- |
| 1. | Wangen           | 16 października 1994 | Dominique Arnould | Pavel Camrda        | Emmanuel Magnien |
| 2. | Azzano Decimo    | 13 listopada 1994    | Daniele Pontoni   | Paul Herijgers      | Marc Janssens    |
| 3. | Igorre           | 10 grudnia 1994      | Daniele Pontoni   | Jérôme Chiotti      | Paul Herijgers   |
| 4. | Loenhout         | 28 grudnia 1994      | Radomír Šimůnek   | Richard Groenendaal | Daniele Pontoni  |
| 5. | Sablé-sur-Sarthe | 15 stycznia 1995     | Dominique Arnould | Emmanuel Magnien    | Daniele Pontoni  |

## Klasyfikacja generalna
| Lp. | Zawodnik            | Punkty |
| --- | ------------------- | ------ |
| 1.  | Daniele Pontoni     | 66     |
| 2.  | Dominique Arnould   | 54     |
| 3.  | Radomír Šimůnek     | 51     |
| 4.  | Adrie van der Poel  | 48     |
| 5.  | Jérôme Chiotti      | 40     |
| 6.  | Emmanuel Magnien    | 37     |
| 7.  | Danny De Bie        | 34     |
| 8.  | Richard Groenendaal | 32     |
| 9.  | Paul Herijgers      | 28     |
| 10. | Beat Wabel          | 24     |